# 127 Hours

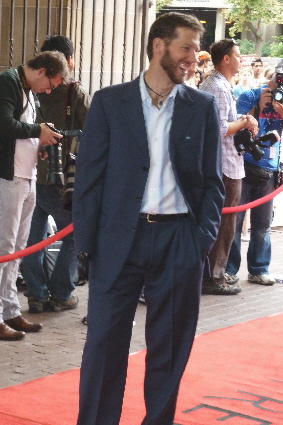
Aron Ralston bei der Premiere von 127 Hours

127 Hours ist ein biographisches Filmdrama aus dem Jahr 2010. Regie führte Danny Boyle, der den Film auch produzierte und am Drehbuch mitarbeitete. Hauptdarsteller James Franco spielt den Bergsteiger Aron Ralston, der 2003 für mehr als fünf Tage in Robbers Roost von einem Stein eingeklemmt war. Der Film basiert auf dem von Ralston geschriebenen autobiographischen Buch Between a Rock and a Hard Place und wurde von Boyle und Simon Beaufoy für das Kino adaptiert. 127 Hours feierte seine Premiere am 4. September 2010.

## Handlung
Während Ralston einen Canyon in der Nähe des Canyonlands-Nationalparks in Utah durchklettert, trifft er auf Kristi und Megan, die sich schlecht zurechtfinden. Ralston führt beide ein Stück durch den Canyon und zu einem See und wird zum Abschied zu einer Party eingeladen. Nach der Verabschiedung läuft er weiter und will ein Stück in eine Spalte klettern. Dabei hält er sich an einem Felsbrocken fest, der sich löst und nach einem kurzen Fall seinen rechten Arm an einer Felswand einklemmt. Nachdem es ihm nicht gelungen ist, den Stein zu bewegen, versucht er vergeblich, diesen mit seinem Taschenmesser zu zerkleinern. Sein improvisierter Flaschenzug hat durch die Benutzung von Karabinerhaken statt Umlenkrollen zu viel Kraftverlust im System, außerdem ist das Kletterseil zu elastisch. In der Nacht fallen die Temperaturen bis auf 44 °F (6,7 °C). Nach einem Tag stellt er fest, dass seine Hand mangels Blutzirkulation bereits abgestorben ist. Daraufhin versucht er mit seinem Taschenmesser, den Arm zu amputieren. Dies gelingt ihm jedoch nicht, da das Messer zu stumpf ist, um Knochen zu durchtrennen.
Bald beginnt Ralston unter Wasser-, Nahrungs- und Schlafmangel zu halluzinieren. Er überdenkt sein Leben und ruft sich Erinnerungen an seine Freunde und Familie ins Gedächtnis, für die er Abschiedsvideos mit seinem Camcorder dreht.
Nach fünf nahezu schlaflosen Tagen und Nächten, unterkühlt und fast verdurstet, sieht Ralston in einer Vision seinen künftigen Sohn. Er macht sich die Hebelwirkung des Steins zunutze und bricht sich Elle und Speiche. Anschließend durchtrennt er mit der Säge seines Multifunktionswerkzeugs den Nerv und das übrige Gewebe und amputiert seinen Arm. Er seilt sich 20 Meter zu einer Pfütze ab, bevor er schließlich nach einem Fußmarsch von anderen Wanderern gefunden und per Hubschrauber gerettet wird.
Am Ende erfährt der Zuschauer, dass Ralston inzwischen ein Kind hat, aber weiterhin klettert, jedoch nun immer eine Nachricht hinterlässt, wo er unterwegs ist.

## Produktion
Der Film wurde mit einem geschätzten Budget von 18 Millionen US-Dollar gedreht. In der Szene am Anfang des Films, in der Aron versucht, sich mit Gewalt von dem Felsbrocken freizukämpfen, ließ Boyle die Kamera 22 Minuten laufen, in der Franco alles versuchen sollte, sich vom Felsen loszulösen. Die originalen Videoclips, die Aron Ralston in der Felsspalte gedreht hat, hatte dieser zuvor nur seiner Familie und engeren Freunden gezeigt. Doch für Regisseur Boyle und Hauptdarsteller Franco machte Ralston eine Ausnahme und erlaubte ihnen, sich die Videos einige Tage vor Beginn der Dreharbeiten anzusehen, um sich somit mehr in diese ausweglose Situation hineinversetzen zu können.

## Analyse

### Visueller Stil
Auf visuelle Effekte wurde, bis z. B. bei der Regenszene, weitgehend verzichtet, bevorzugte filmische Mittel sind Make-up, Kamerafahrten und spezielle Requisiten.
Um Boyles Bestreben, die Zuschauer an diesen Trip emotional zu binden, zu verwirklichen, wurde eine Reihe von Maßnahmen getroffen. So wurde beispielsweise im Format 16:9 (1,77:1) gedreht. Man wollte damit eine emotionale Bindung der Zuschauer mit dem Geschehen erreichen. Dieses Phänomen ist darauf zurückzuführen, dass das Bildseitenverhältnis näher beim Goldenen Schnitt liegt. Darüber hinaus wendet der Film oftmals die Split-Screen-Technik an, um Arons parallele Gedankengänge überschaubar zu machen.

### Dramaturgie
Nach einem sehr zügigen Intro, in dem Aron mit seinem Mountainbike den Canyon durchquert und mit den zwei Frauen mehrmals in eine Karsthöhle mit Wasser springt, verlangsamt sich das Tempo des Films immer stärker. Das Element Wasser wird vor dem Unglück und auch währenddessen immer wieder in Mikroaufnahmen gezeigt, um so Arons starkes Verlangen nach Flüssigkeit darzustellen. Eben jene Sprungszene kommt nicht in der Buchvorlage vor und wurde nur zu diesem Zweck eingefügt. Oftmals werden Erinnerungen aus Arons Kindheit und Jugend gezeigt, die er durch Parallelmontage kommentiert. Als er dann mit der Zeit auch psychisch nicht mehr auf der Höhe ist, hat Aron eine Reihe von Halluzinationen, wie zum Beispiel, dass eine aufblasbare Scooby-Doo-Figur in der Höhle ist, dass Reiter über die Felsspalte, in der er eingeklemmt ist, springen oder dass es plötzlich zu regnen beginnt, er sich dann aber befreien kann, zu seinem Auto torkelt und zu seiner ehemaligen Freundin fährt und um Einlass bittet, die dem aber nicht nachkommt. Auch tritt jeden Morgen ein Rabe auf, der die Freiheit symbolisieren soll.

## Veröffentlichung und Einspielergebnis
Nach seinem Kinostart in Österreich und Deutschland am 17. Februar 2011 erschien der Film am 29. Juli auf DVD und Blu-ray. Während auf der DVD-Version, abgesehen von der Digital Copy des Films, keine Extras vorhanden sind, befinden sich auf der Blu-ray-Fassung zahlreiche Specials wie ein Audiokommentar mit dem Stab, entfallene Szenen, ein alternatives Ende und Mini-Making-ofs. Bei der Blu-ray-Version ist auch die DVD dabei, um die Digital Copy beziehen zu können.
Die deutschsprachige Free-TV-Premiere fand am 1. April 2013 um 20:15 Uhr auf dem Sender ProSieben statt. Die Einschaltquote lag bei 1,97 Mio. Das entspricht einem Marktanteil von 5,6 %. In Österreich wurde der Film erstmals am 28. Juli 2013 auf ORF eins im Free-TV ausgestrahlt.
Der Film spielte in den Kinos weltweit rund 61 Millionen US-Dollar ein, davon 18 Millionen US-Dollar in den USA.

## Auszeichnungen (Auswahl)
Von insgesamt 84 Nominierungen bei 34 Verleihungen wurde der Film in 15 Kategorien prämiert.
Oscar 2011
- Nominierung in der Kategorie Bester Film für Christian Colson, Danny Boyle und John Smithson
- Nominierung in der Kategorie Bestes adaptiertes Drehbuch für Danny Boyle und Simon Beaufoy
- Nominierung in der Kategorie Bester Hauptdarsteller für James Franco
- Nominierung in der Kategorie Beste Filmmusik für A. R. Rahman
- Nominierung in der Kategorie Bester Song für A. R. Rahman, Rollo Armstrong und Dido (If I Rise)
- Nominierung in der Kategorie Bester Schnitt für Jon Harris

Golden Globe Awards 2011
- Nominierung in der Kategorie Bester Hauptdarsteller – Drama für James Franco
- Nominierung in der Kategorie Bestes Filmdrehbuch für Danny Boyle und Simon Beaufoy
- Nominierung in der Kategorie Beste Filmmusik für A. R. Rahman

British Academy Film Awards 2011
- Nominierung in der Kategorie Bester britischer Film für Christian Colson, Danny Boyle und John Smithson
- Nominierung in der Kategorie Beste Regie für Danny Boyle
- Nominierung in der Kategorie Bestes adaptiertes Drehbuch für Danny Boyle und Simon Beaufoy
- Nominierung in der Kategorie Bester Hauptdarsteller für James Franco
- Nominierung in der Kategorie Beste Kamera für Anthony Dod Mantle und Enrique Chediak
- Nominierung in der Kategorie Beste Filmmusik für A. R. Rahman
- Nominierung in der Kategorie Bester Schnitt für Jon Harris
- Nominierung in der Kategorie Bester Ton für Glenn Freemantle, Ian Tapp, Richard Pryke, Steven C Laneri und Douglas Cameron

Broadcast Film Critics Association Awards 2011
- Nominierung in der Kategorie Bester Film für Christian Colson, Danny Boyle und John Smithson
- Nominierung in der Kategorie Beste Regie für Danny Boyle
- Nominierung in der Kategorie Broadcast Film Critics Association Awards/Bestes Drehbuch für Danny Boyle und Simon Beaufoy
- Nominierung in der Kategorie Bester Hauptdarsteller für James Franco
- Nominierung in der Kategorie Beste Kamera für Anthony Dod Mantle und Enrique Chediak
- Auszeichnung in der Kategorie Bestes Lied für A. R. Rahman, Rollo Armstrong und Dido (If I Rise)
- Nominierung in der Kategorie Bester Ton für Glenn Freemantle, Ian Tapp, Richard Pryke, Steven C Laneri und Douglas Cameron
- Nominierung in der Kategorie Bester Schnitt für Jon Harris

Satellite Awards 2011
- Nominierung in der Kategorie Bester Film – Drama für Christian Colson, Danny Boyle und John Smithson
- Nominierung in der Kategorie Beste Regie für Danny Boyle
- Nominierung in der Kategorie Bestes adaptiertes Drehbuch für Danny Boyle und Simon Beaufoy
- Nominierung in der Kategorie Bester Hauptdarsteller für James Franco
- Nominierung in der Kategorie Beste visuelle Effekte für James Winnifrith, Adam Gascoyne und Tim Caplan
- Nominierung in der Kategorie Beste Filmmusik für A. R. Rahman
- Nominierung in der Kategorie Bester Filmsong für A. R. Rahman, Rollo Armstrong und Dido (If I Rise)
- Nominierung in der Kategorie Beste Tonmischung für Glenn Freemantle, Ian Tapp, Richard Pryke, Steven C Laneri und Douglas Cameron

Writers Guild of America Award 2012
- Auszeichnung in der Kategorie Bestes adaptiertes Drehbuch für Danny Boyle und Simon Beaufoy

Screen Actors Guild Awards 2011
- Nominierung in der Kategorie Bester Hauptdarsteller für James Franco